# Deutsches Haus (Wolfen)

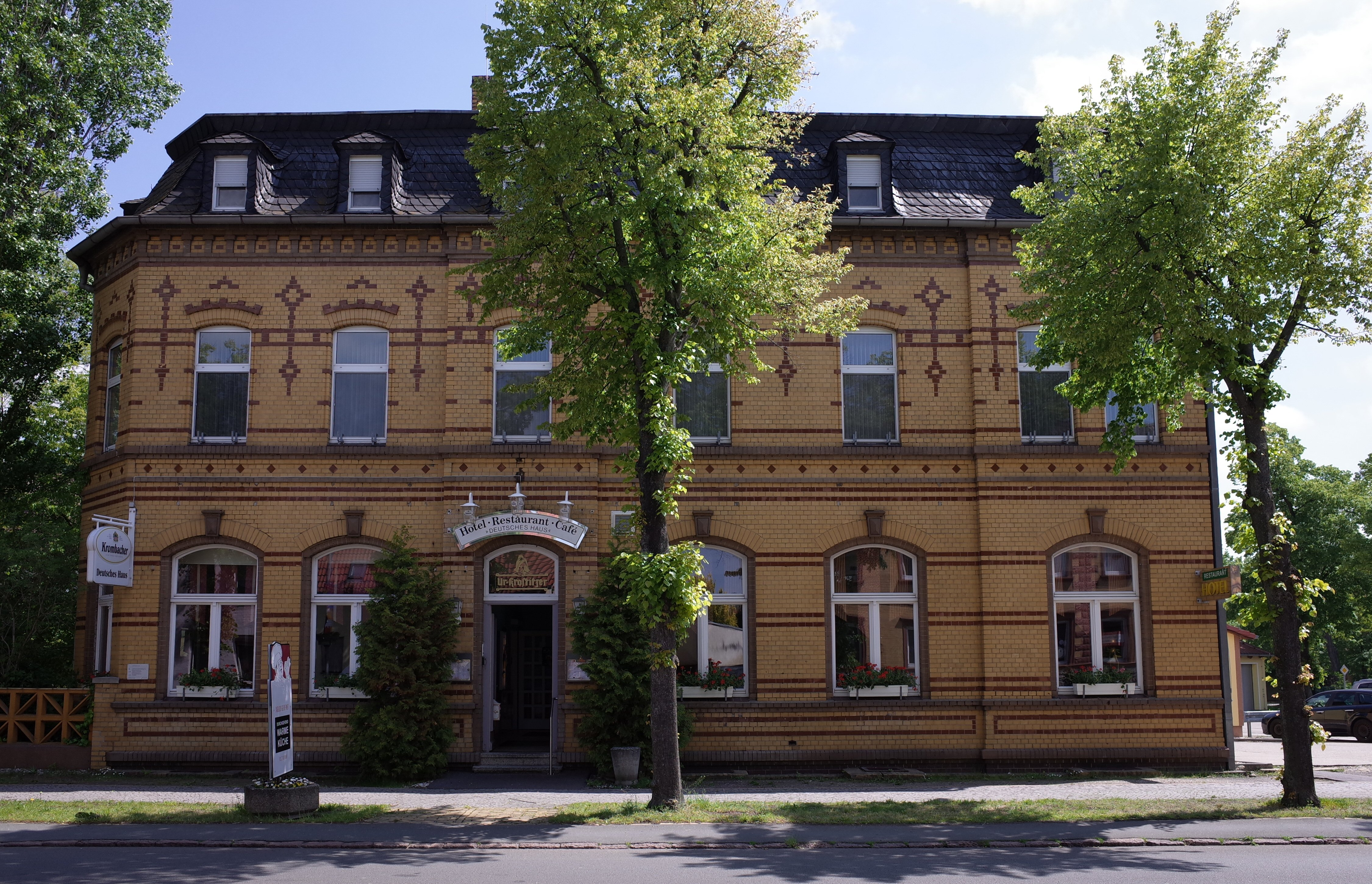
Deutsches Haus in Wolfen

Das Deutsche Haus in Wolfen ist ein Hotel in der Stadt Bitterfeld-Wolfen im Landkreis Anhalt-Bitterfeld in Sachsen-Anhalt.

## Geschichte
Im Jahr 1887 erbaute man in der Leipziger Straße in Wolfen einen Gasthof, in dem auch eine Bäckerei untergebracht war. Als Material für diesen Bau diente Greppiner Klinker. Die Besitzer wechselten recht häufig und bereits im Jahr 1913 entstand ein Neubau des Gasthofes „Deutsches Haus“ nördlich neben dem ersten Gebäude, welches daraufhin zum Wohnhaus umgenutzt wurde. 1920 erwarben die Agfa-Werke beide Gebäude und die Bäckerei wurde geschlossen. Als „Agfa-Gasthof“ bestand er aber ebenfalls nur kurz, da nach der Fusion zur I.G. Farben diese der Namensgeber wurde. Fortan hieß er „IG-Gasthof“. In diesem wurde das „Anilin-Kasino“ eingerichtet. Das Gebäude von 1887 wurde später abgerissen, um einem Parkplatz zu schaffen.
Mitte der 1980er Jahre wurde das Gebäude saniert, im Jahr 1991 dann durch die Treuhandanstalt an neue Eigentümer verkauft, die es zum Hotel ausbauten. 20 Jahre später übergaben diese das Gebäude an der Bundesstraße 184 ihren Angestellten, die es seitdem als Hotel „Deutsches Haus“ weiterführen. Neben dem Hotel mit seinen 40 Betten in 28 Zimmern gibt es Tagungsräume, ein Restaurant mit 40 Plätzen und einen Biergarten nördlich des Gebäudes, der 100 Plätze aufweist.

## Baubeschreibung
Der heutige Bau mit seinen sechs Fensterachsen im Erdgeschoss wurde vermutlich ebenfalls mit Greppiner Klinkern erbaut. Das Obergeschoss weist sieben Fenster auf, das Mansarddach hingegen nur sechs Gauben. Durch die Betonung der Nordwestecke mit einer zusätzlichen Fensterachse sowie die Betonung von zwei Fensterachsen durch Risalite entsteht eine recht unregelmäßige Westfassade, da der eine Risalit den Eingang beherbergt, wohingegen der andere das doppelte Fenster im Obergeschoss aufweist, wodurch er breiter ist als der Eingangsrisalit. Während die Fenster und der Eingang mit Segmentbögen gestaltet wurden, ist der Fries eckig gestaltet. Fassadendetails wurden teils mit roten Steinen hervorgehoben. Das Gebäude steht als Baudenkmal unter Denkmalschutz und ist im Denkmalverzeichnis mit der Nummer 094 80088 erfasst.